# Георг II (князь Вальдек-Пирмонта)
Георг II Генрих Вальдек-Пирмонтский (нем. Georg II. Heinrich zu Waldeck und Pyrmont; 20 сентября 1789, Вайль-на-Рейне, Фрайбург — 15 мая 1845, Бад-Арользен, Гессен) — князь Вальдек-Пирмонта в 1813—1845 годах из Вальдекского дома.

## Биография
Георг Генрих — сын князя Георга I Вальдек-Пирмонтского и Августы Шварцбург-Зондерсгаузенской. Наследовал отцу в 1813 году.
28 января 1814 года князь Георг Генрих издал Организационный эдикт, конституцию Вальдек-Пирмонта, согласно которому произошло объединение княжества Вальдек и графства Пирмонт, с 1807 года именовавшегося также княжеством. Конституция привела к многочисленным протестам в вальдекском сословном собрании, что в конечном итоге заставило князя Георга вновь разделить Вальдек и Пирмонт 3 июля 1814 года.

## Семья
Георг Генрих был женат на принцессе Эмме Ангальт-Бернбург-Шаумбург-Хоймской. У супругов родились:
- Августа Амалия Ида (1824—1893), замужем за князем Альфредом Штольберг-Штольбергским (1820—1903)
- Иосиф Фридрих Генрих (1825—1829)
- Гермина (1827—1910), замужем за князем Адольфом I Георгом Шаумбург-Липпским (1817—1893)
- Георг Виктор (1831—1893), князь Вальдек-Пирмонта, женат на принцессе Елене Нассауской (1831—1888), затем на Луизе Шлезвиг-Гольштейн-Зондербург-Глюксбургской
- Вольрад Меландер (1833—1867)